# Nikephoros II.

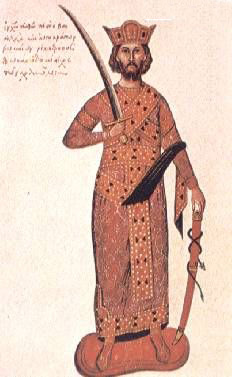
Nikephoros II. Phokas

Nikephoros II. Phokas (mittelgriechisch Νικηφόρος Βʹ Φωκάς Nikephoros II. Phokas; * 912 in Kappadokien; † 11. Dezember 969 in Konstantinopel) war byzantinischer Kaiser von 963 bis 969. Er gehörte einer kappadokischen Familie an, die eine Reihe von berühmten Generälen hervorgebracht hatte.

## Herkunft und frühe Karriere
Der Großvater Nikephoros Phokas der Ältere (* um 855, † 896) war in der zweiten Hälfte des 9. Jahrhunderts unter den Kaisern Basileios I. und Leo VI. (886–912) ein bedeutender Feldherr. Die Familie entstammte der byzantinischen Magnatenfamilie der Phokadai, die zu den vornehmsten Vertretern des byzantinischen Militäradels zählte und über umfangreichen Landbesitz in Anatolien verfügte. Der Vater Bardas Phokas der Ältere (* um 879, † 969) stand anfangs im Schatten seines älteren Bruders Leon Phokas (* 875/79, † n. 917) und führte zwischen 944 und 953 als Domestikos im Namen von Konstantin VII. die Reichspolitik.
In jungen Jahren trat Nikephoros Phokas der Armee bei und wurde unter Konstantin VII. Kommandeur an der Ostgrenze. Der Krieg mit den arabischen Hamdaniden brachte schwere Niederlagen, die in den folgenden Jahren durch Siege in Syrien ausgeglichen werden konnten. Saif ad-Daula, seit 945 Emir von Aleppo, unternahm Überfälle tief in byzantinisches Gebiet hinein und behielt bis 955 die militärische Oberhand.
Verstärkungen der byzantinischen Ostarmee unter Oberbefehl seines Onkels Bardas Phokas machten die byzantinische Gegenoffensive möglich. Zusammen mit seinem Bruder Leo Phokas und dem armenischen General Johannes Tzimiskes kommandierte Nikephoros die Kontingente der Armee an der Ostgrenze. Die Truppen des Befehlshabers Leo Phokas führten 959 einen Feldzug in Richtung auf Cyrrhus durch, mehrere Festungen ergaben sich auf seinem Weg. Zusammen mit Basileios Lakapenos erstürmte General Tzimiskes die Stadt Samosata und fügte dem Gegner eine weitere schwere Niederlage zu.
Im Sommer 960 leitete Nikephoros die byzantinische Expedition nach Kreta, erstürmte am 7. März 961 Candia (heute Iraklio) nach zehnmonatiger Belagerung und eroberte die Insel von den Arabern zurück. Saif ad-Daula erlangte derweil kurzfristig die direkte Kontrolle über Kilikien zurück und begann die zerstörten Befestigungen von Anazarbus wieder aufzubauen. Das Unterfangen blieb unvollendet, denn anrückende Truppen unter Leon Phokas zwangen Saif die Region wieder zu räumen. Im folgenden Jahr 961 befreite eine byzantinische Flotte die Insel Thasos.
Nachdem Nikephoros die unübliche Ehre eines Triumphzugs in Konstantinopel erhalten hatte, kehrte er mit einer großen und gut ausgerüsteten Armee in den Osten zurück. In den Feldzügen von 962 und 963 erzwang er sich durch brillante Strategie den Weg durch Kilikien nach Syrien und Dschazira. Mitte Dezember 962 erschien er plötzlich vor Aleppo. Nach dem Sieg über eine improvisierte Armee vor der Stadtmauer, stürmten die Byzantiner im März 962 die Stadt mit Ausnahme der Zitadelle. Rund 10.000 Einwohner, meist junge Männer gingen in Gefangenschaft. Die Plünderung von Aleppo schwächte zwar die Position der regierenden Hamdaniden, war aber auch für die Byzantiner von keinem abschließenden Erfolg.

## Erhebung zum Kaiser
Nach dem Tod des Kaisers Romanos II. mussten sich die Mitglieder des Hauses Phokadai gegen die Intrigen des Ministers Joseph Bringas verteidigen. Mit Hilfe der Kaiserwitwe und Regentin Theophano und des Patriarchen erhielt er aber das Oberkommando über die Ostarmee. Dank seiner Popularität in der Armee wurde Nikephoros zum Kaiser proklamiert. Er kehrte im Juli 963 nach Konstantinopel zurück, wo in der Zwischenzeit der Eunuch Bringas von eigenen Parteigängern gestürzt worden war. Am 14. August 963 hatte sein Vater Bardas Phokas die Genugtuung, dabei zu sein, als sein Sohn seinen feierlichen Einzug in Konstantinopel abhielt und am 16. August in der Hagia Sophia vom Patriarchen Polyeuktos als Nikephoros II. zum Kaiser des Byzantinischen Reiches gekrönt wurde. Am 20. September folgte in der Pfalzkapelle des Neuen Palastes die feierliche Vermählung mit der Kaiserinwitwe Theophano. Der greise Bardas Phokas wurde zum Cäsar ernannt, Bringas wurde in seine Heimat Paphlagonien verbannt. Des neuen Kaisers Bruder Leon wurde zum Kuropalates (Hofmarschall) ernannt, General Tzimiskes wurde als Domestikos bestätigt und erhielt den Oberbefehl der Truppen in Anatolien.
In seiner Regierungszeit führte er seine kriegerische Politik fort.
963 organisierte Saif ad-Daula, trotz einer ausgebrochenen Hungersnot in dieser Region, drei gleichzeitige Angriffe in Kleinasien, der tiefste Einbruch erreichte sogar Ikonion. Tzimiskes reagierte im Winter mit einer gleichzeitigen Invasion in Kilikien. Die Byzantiner vernichteten eine arabische Armee in der Nähe von Adana, belagerten danach erfolglos Mamista. Im Herbst 964 wurde Mopsuestia nochmals belagert, hielt wieder stand, eine Hungersnot, welche die Provinz plagte, zwang die Byzantiner sich abermals zurückzuziehen.
Kaiser Nikephoros erschien 964 persönlich am Kriegsschauplatz und erreichte endlich die Übergabe von Mamista, seine Bewohner ließ er deportieren. Am 16. August 965 wurde Tarsus, dessen Verteidigern freier Abzug nach Antiochia garantiert wurde, von den Byzantinern zurückerobert. Kilikien wurde wieder byzantinische Provinz und Nikephoros begann sie wieder zu christianisieren. Die Flotte unter dem Patrikios Niketas Chalkoutzes eroberte 965 Zypern unter Bruch eines Vertrags mit den Arabern. Die Rückeroberung der Insel gewährte dem Landheer die nötige Flankensicherung zur Fortsetzung des Angriffes entlang der nordsyrischen Küste.

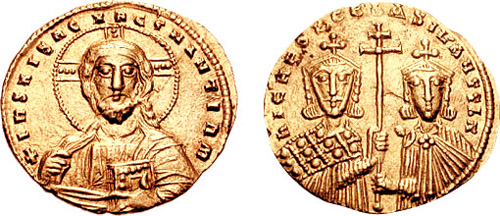
Histamenon des Nikephoros und seines Ziehsohns Basileios.

Weniger erfolgreich war Nikephoros bei seinen Kriegen im Westen. Nachdem er die Tributzahlungen an den Fatimiden-Kalifen eingestellt hatte, sandte er eine Expedition unter seinem Neffen Manuel Phokas und Admiral Niketas Abalantes nach Sizilien (964–965), wurde aber nach Kämpfen bei Messina und nach der Belagerung von Rometta gezwungen, die Insel aufzugeben.
An der Nordgrenze begann er 967 einen Feldzug gegen die Bulgaren, da sie den Byzantinern Tribut schuldig waren. Zuvor hatte er sich mit Swjatoslaw I., dem Herrscher der Kiewer Rus, auf einen gleichzeitigen Angriff verständigen können. Im Sommer 967 wurde der Diplomat Kalokyres mit 15 Kentenaria Gold nach Kiew gesandt, um Swjatoslaw für ein Kriegsbündnis gegen die Bulgaren zu gewinnen. Der russische Vorstoß war schnell erfolgreich; die bulgarische Hauptstadt Preslav fiel in ihre Hände. Kaiser Nikephoros, um die Sicherung seiner eigenen Nordgrenze besorgt, ging darauf mit den Bulgaren einem Waffenstillstand ein und verbündete sich mit dem einstigen Gegner gegen die größere Bedrohung durch die Russen.
Der an einer Lähmung leidende Hamdanide Saif ad-Daula starb Anfang 967 und hinterließ nach mehreren Aufständen seiner Magnaten ein sehr geschwächtes Reich. Diesen Vorteil nutzend, fielen bis 968 die meisten Festungen an der syrischen Grenze, die Byzantiner erreichten bereits Edessa. Dabei fiel ihnen das Schwert des Propheten in die Hände, für dessen Rückgabe Nikephoros die Auslöse seines in Sizilien von den Fatimiden gefangenen Patrikios Niketas erreichte.
Nikephoros II. schloss Frieden mit den fatimidischen Herrschern von Kairouan und begann sich gegen die Einflussnahme Ottos I. in Süditalien vorzusehen. Im Februar 967 ließ sich der deutsche Kaiser beim Zug nach Benevent und Capua von den dortigen Herzögen huldigen. Da aber Byzanz die Oberhoheit über diese Gebiete beanspruchte, verschärfte sich der Konflikt besonders, als Otto mit Herzog Pandulf I. von Capua Bündnisverhandlungen aufnahm. Nach Übergriffen auf die byzantinischen Besitzungen kam es auch hier zum Krieg. Nach ersten Erfolgen wurden seine Generäle geschlagen und bis an die Südküste Kalabriens zurückgetrieben.
Im Sommer 968 überquerte ein russisches Heer unter Großfürst Swjatoslaw mit 60.000 Mann die Donau und eroberte bis Ende 969 den größten Teil des Bulgarischen Reichs. Nach der Rückkehr des Kaisers an das Totenbett seines Vaters konnten die an der südlichen Ostgrenze stehenden Befehlshaber Petros Phokas und Michael Bourtzes am 28. Oktober 969 die alte syrische Patriarchenstadt Antiochia zurückerobern.
Wegen der hohen Ausgaben für die Armee und ihre Ausrüstung musste Nikephoros in anderen Bereichen rigide sparen. Er schränkte die Freigiebigkeit des Hofes ein, kürzte die Bezüge des Klerus und verbot – obwohl er selbst fromm und asketisch veranlagt war – die Gründung neuer Klöster. Die hohen Steuern und die Entwertung der byzantinischen Münzen schadeten seiner Popularität und es kam zu Aufständen.

## Ermordung
Kaiserin Theophano, den Umschwung der öffentlichen Meinung erfassend, begann zur Sicherung ihrer Position eine Affäre mit dem beim Heer beliebten armenischen General Johannes Tzimiskes. In der Nacht des 11. Dezember 969 wurde der Kaiser mit Hilfe von Theophano im Bukoleon-Palast von Tzimiskes und seinen Schergen grausam ermordet.
Der sich zum Kaiser aufschwingende Johannes Tzimiskes hielt im folgenden Jahr mit Hilfe seines Feldherrn Bardas Skleros den Vormarsch der Russen auf Konstantinopel in der Schlacht von Arkadiopolis auf und besiegte sie schließlich am 24. Juli 972 an der Donau bei Dorostolon.
Unter dem Pseudonym „Der bleiche Tod der Sarazenen“ erlangte Nikephoros auch beim militärischen Widersacher große Berühmtheit. Er war der Autor einer erhalten gebliebenen Abhandlung über Militärtaktiken mit wertvollen Informationen über die Kriegsführung in jener Zeit.

## Ehen und Nachkommen
Nikephoros Phokas war in erster Ehe mit einer Frau unbekannter Herkunft verheiratet.
In vorgeschrittenem Alter heiratete Nikephoros II. als frisch gekrönter Kaiser zur Stärkung seiner Legitimität in zweiter Ehe die Regentin des Byzantinischen Reiches Theophano (* um 941, † 976), die als Witwe von Kaiser Romanos II. (959–963) aus der Makedonischen Dynastie für ihre minderjährigen Söhne Basileios II. (* 958, † 1025) und Konstantin VIII. (* 963, 1028) regierte.
Die Herkunft der verwitweten Kaiserin war ungewöhnlich. Sie war die Tochter eines Schankwirtes namens Krateros. Ihr Name war nach der Eheschließung von Anastaso in Theophano geändert worden. Ihr Ruf war bedenklich, denn es gab Gerüchte, dass sie nicht nur Anstifterin der Ermordung ihres Schwiegervaters Kaiser Konstantin VII. Porphyrogennetos, der von 913 bis 959 regierte, sondern auch ihres ersten Ehemannes Kaiser Romanos II. war, der 963 plötzlich im Alter von nur 26 Jahren starb.
Fest steht, dass sie während ihrer zweiten Ehe mit Kaiser Nikephoros II. zur Geliebten des Johannes Tzimiskes (* um 925, † 10. Januar 976) wurde, der nicht nur ein bedeutender byzantinischer General, sondern auch ein Neffe ihres zweiten Ehemannes war. Am 11. Dezember 969 wurde Kaiser Nikephoros vom Geliebten Theophanos ermordet. Wenige Tage später bestieg er als Johannes I. Tzimiskes den byzantinischen Thron. Die geplante Ehe Theophanos mit Johannes I. – ihrem dritten kaiserlichen Ehemann – kam jedoch nicht zustande, da der Patriarch von Konstantinopel Polieuktos (956–970) Einspruch erhob und ihre Verbannung verlangte; in ihr starb sie schließlich auf der Insel Prinkipo.

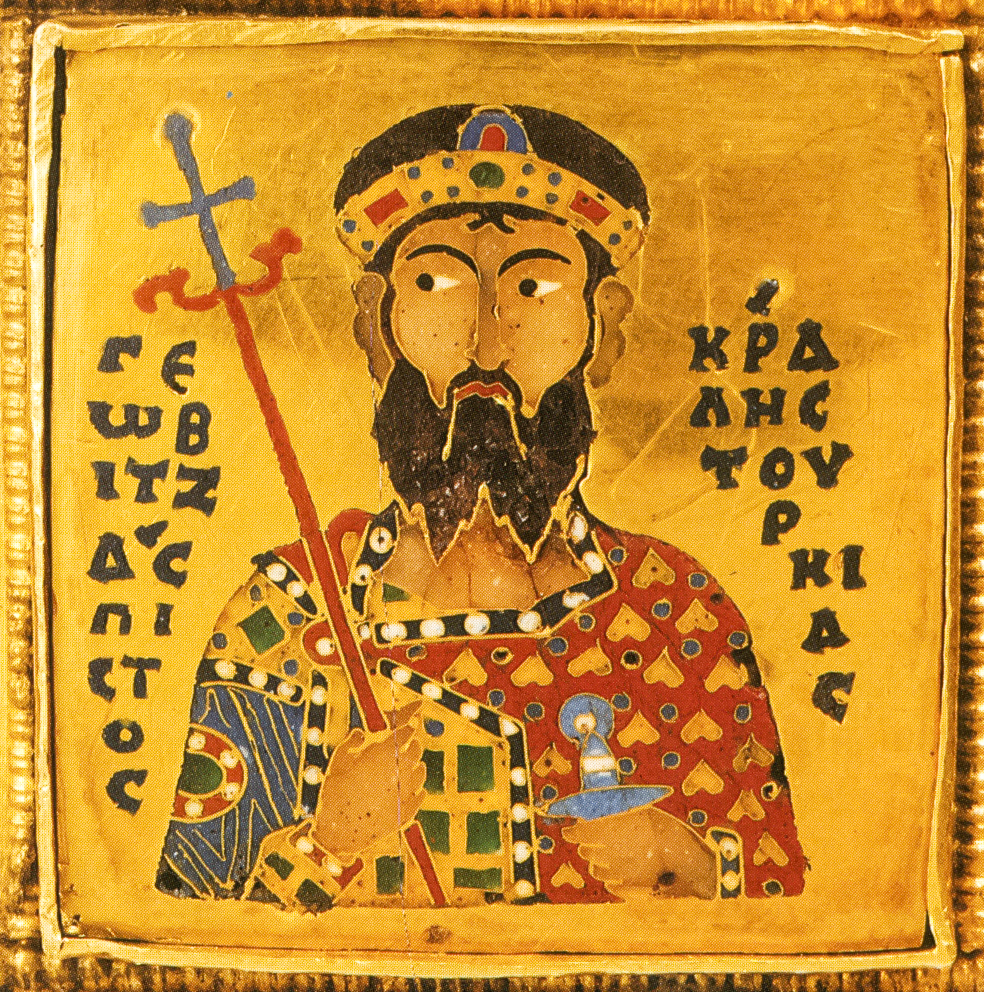
Géza I. „der Große“, König von Ungarn, durch dessen Ehe europäische Dynastien von Kaiser Nikephoros II. abstammen

Kaiser Nikephoros Phokas hinterließ aus seiner zweiten Ehe keine Nachkommen, wohl aber aus seiner ersten Ehe. Nachkommen waren (auszugsweise):
1. Phokaina, eine Tochter (* c. 945) & Michael Botaneiates (* c. 940)
  1. Theophylaktos Botaneiates (* c. 960, † 1014) General, Dux (Gouverneur) von Thessalonike
    1. Michael Botaneiates (* c. 990, † nach 1014), Offizier

  2. Nikephoros Botaneiates (* c. 965)
    1. Michael Botaneiates (* c. 985)
      1. Nikephoros III. Botaneiates (* c. 1010, † 10. Dezember 1081) Kaiser des Byzantinischen Reiches (1078–1081)
      2. Botaneiatissa (* c. 1025) & Theodulos Synadenos, Vestarch, Protonobilis.
        1. Synadene (* 12. Mai 1058, † 20. Dezember 1082), Königin von Ungarn (1074–1077), & um 1065 Géza I., König von Ungarn (1074–1077)[3]
          1. Álmos Prinz von Ungarn, Herzog, dann König von Kroatien (1091–1095), dann Herzog von Nitra (* um 1068, † 1129, Stammvater der Könige von Ungarn) aus dem Haus der Árpáden (ab 1131 bis 1301)[4]

## Rezeption
Nach Nikephoros wurde 1997 die kretische Gemeinde Nikiforos Fokas benannt, die seit 2011 ein Gemeindebezirk der Stadt Rethymno ist. In gleicher Weise wurde nach dem Ersten Weltkrieg das Dorf Nikiforos in der Regionaleinheit Drama in Ostmakedonien und Thrakien benannt.